# Nationalstraße 212 (China)
Die Nationalstraße 212 (chinesisch 212国道, Pinyin 212 Guódào, englisch China National Highway 212), chin. Abk. G212, ist eine 1.302 km lange, in Nord-Süd-Richtung verlaufende Fernstraße in der Mitte Chinas in den Provinzen Gansu und Sichuan sowie auf dem Gebiet der Regierungsunmittelbaren Stadt Chongqing. Sie führt von Lanzhou über Lintao, Longnan, Guangyuan, Zhaohua, Langzhong, Nanchong, Hechuan und Beibei in die Metropole Chongqing.